# Discografia de Fifth Harmony
A discografia de Fifth Harmony, girl group estadunidense de música pop, consistiu em três álbuns de estúdio, um extended play (com mais quatro versões do mesmo), onze singles oficiais e seis promocionais e dezessete videoclipes.
Após terminarem em terceiro lugar na segunda temporada do reality show norte-americano The X Factor, o grupo assinou contrato com a Syco Music e Epic Records, gravadoras de Simon Cowell e L.A. Reid, respectivamente. Em julho de 2013, o quinteto lançou seu primeiro single, "Miss Movin' On", que chegou a 76º posição na Billboard Hot 100 e recebeu o disco de ouro nos Estados Unidos. Em outubro do mesmo ano foi lançado o EP de estreia, Better Together, que alcançou a sexta posição na Billboard 200 e a décima oitava na Nova Zelândia. Como parte de sua divulgação, foram lançadas outras quatro versões digitais do EP: uma acústica, uma de remixes e duas traduzidas para o espanhol, sendo uma delas também com versões acústicas. Juntos, um dos EPs em espanhol, atingiu a segunda posição em duas paradas latinas da Billboard, enquanto sua versão acústica, Juntos: Acoustic, chegou ao top 20. 
Em 2014, a girl group lançou dois novos singles, "BO$$" e "Sledgehammer", que dariam início à promoção de seu primeiro álbum de estúdio. As duas canções tiveram desempenho melhor que o single anterior, posicionando-se no top 50 dos Estados Unidos e no top 20 do Reino Unido, além de serem ambas certificadas platina pela RIAA, com um milhão de cópias vendidas cada. "Sledgehammer" ainda recebeu outros dois discos de ouro, no Canadá e Suécia. O álbum, Reflection, foi liberado no início de 2015 e estreou no top 10 de cinco países, incluindo a quinta posição nos Estados Unidos e a oitava no Canadá. "Worth It", último single do disco, foi lançado pouco depois e passou vinte e três semanas na Billboard Hot 100 até atingir seu pico na décima segunda posição, a maior do grupo no país até então. "Worth It" ainda alcançou o número um em três países e o top 10 em outros treze. O single foi platina triplo nos Estados Unidos, platina duplo na Austrália, Canadá e Itália e ouro em seis países diferentes. Reflection vendeu cerca de um milhão e meio de unidades equivalentes ao álbum nos Estados Unidos e recebeu um disco de platina. Logo após o lançamento de "Worth It", o grupo anunciou a gravação de uma música para a trilha sonora da animação Hotel Transylvania 2, intitulada "I'm in Love with a Monster".
Fifth Harmony lançou seu segundo álbum de estúdio, 7/27, em maio de 2016. "Work from Home", colaboração com o rapper Ty Dolla $ign, foi o primeiro single do disco e o maior sucesso da girl group até o momento. A canção alcançou o topo das tabelas musicais no Brasil, Nova Zelândia, Países Baixos e Canadá, a segunda posição no Reino Unido e a quarta nos Estados Unidos. O single ainda rendeu ao grupo diversas certificações, como um disco de diamante na França, platina sêxtuplo na Austrália e quíntuplo nos Estados Unidos e Canadá, e platina duplo em outros nove países adicionais. 7/27 estreou em quarto lugar na Billboard 200 e primeiro no Brasil e Espanha, tornando-se o primeiro álbum número um da banda. O disco vendeu cerca de duas milhões de unidades mundialmente e teve mais dois singles: "All in My Head (Flex)" e "That's My Girl". No final de 2016, pouco depois do fim das divulgações de 7/27, foi anunciada a saída de Camila Cabello do grupo e sua continuidade como quarteto. Em junho de 2017 foi publicado "Down", primeiro single da girl group com quatro integrantes, que recebeu o disco de ouro nos Estados Unidos e Canadá e um disco de prata no Reino Unido. O terceiro álbum de estúdio, autointitulado Fifth Harmony, repetiu os feitos de 7/27 ao estrear em quarto na parada de álbuns estadunidense e em primeiro na espanhola, além de também chegar às primeiras dez posições em outros seis países. Em maio de 2018, a girl group entrou em uma pausa por tempo indeterminado.

## Álbuns

### Álbuns de estúdio
| Ano  | Álbum                                              | Melhores posições | Melhores posições | Melhores posições | Melhores posições | Melhores posições | Melhores posições | Melhores posições | Melhores posições | Melhores posições | Melhores posições | Vendas                         | Certificações (vendas necessárias)                                                  |
| Ano  | Álbum                                              | EUA               | AUS               | CAN               | IRL               | HOL               | NOR               | NZL               | ESP               | SUE               | RU                | Vendas                         | Certificações (vendas necessárias)                                                  |
| ---- | -------------------------------------------------- | ----------------- | ----------------- | ----------------- | ----------------- | ----------------- | ----------------- | ----------------- | ----------------- | ----------------- | ----------------- | ------------------------------ | ----------------------------------------------------------------------------------- |
| 2015 | Reflection - Formatos: CD, download digital, LP    | 5                 | 16                | 8                 | 23                | 28                | 24                | 8                 | 9                 | 26                | 18                | - EUA: 1 538 000               | - EUA: Platina - BRA: Ouro - CAN: Ouro - DIN: Ouro                                  |
| 2016 | 7/27 - Formatos: CD, download digital, LP          | 4                 | 8                 | 3                 | 5                 | 7                 | 8                 | 8                 | 1                 | 6                 | 6                 | - : 2 000 000 - EUA: 1 600 000 | - BRA: 3× Platina - CAN: Platina - DIN: Ouro - EUA: Platina - POL: Ouro - RU: Prata |
| 2017 | Fifth Harmony - Formatos: CD, download digital, LP | 4                 | 9                 | 7                 | 6                 | 11                | 19                | 7                 | 1                 | 21                | 10                | - : 476 000                    | —                                                                                   |

### Extended plays
| Ano  | EP                           | Detalhes                                                                                      | Melhores posições | Melhores posições | Melhores posições | Melhores posições | Melhores posições |
| Ano  | EP                           | Detalhes                                                                                      | EUA               | EUA Pop           | EUA Latin         | EUA Dance         | NZL               |
| ---- | ---------------------------- | --------------------------------------------------------------------------------------------- | ----------------- | ----------------- | ----------------- | ----------------- | ----------------- |
| 2013 | Better Together              | - Lançamento: 18 de outubro de 2013 - Gravadoras: Epic, Syco - Formatos: CD, download digital | 6                 | —                 | —                 | —                 | 18                |
| 2013 | Juntos                       | - Lançamento: 8 de novembro de 2013 - Gravadoras: Epic, Syco - Formatos: Download digital     | —                 | 2                 | 2                 | —                 | —                 |
| 2013 | Juntos: Acoustic             | - Lançamento: 8 de novembro de 2013 - Gravadoras: Epic, Syco - Formatos: Download digital     | —                 | —                 | 12                | —                 | —                 |
| 2013 | Better Together: Acoustic    | - Lançamento: 19 de novembro de 2013 - Gravadoras: Epic, Syco - Formatos: Download digital    | 189               | —                 | —                 | —                 | —                 |
| 2013 | Better Together: The Remixes | - Lançamento: 25 de novembro de 2013 - Gravadoras: Epic, Syco - Formatos: Download digital    | —                 | —                 | —                 | 20                | —                 |

## Singles

### Como artistas principais
| 2013 | "Miss Movin' On"                                 | 76  | —  | —  | —  | —  | —  | 27 | —   | —  | —   | - EUA: Ouro - VEN: Platina | Better Together                                          |
| 2014 | "BO$$"                                           | 43  | —  | 75 | —  | —  | —  | —  | 37  | —  | 21  | - EUA: Platina | Reflection                                               |
| 2014 | "Sledgehammer"                                   | 40  | 88 | 63 | 83 | 49 | —  | 36 | —   | 75 | 112 | - CAN: Ouro - EUA: Platina - SUE: Ouro | Reflection                                               |
| 2015 | "Worth It" (com part. de Kid Ink)                | 12  | 9  | 12 | 23 | 14 | 26 | 31 | 62  | 63 | 3   | - ALE: Ouro - AUS: 2× Platina - BEL: Ouro - CAN: 2× Platina - DIN: Ouro - EUA: 3× Platina - ITA: 2× Platina - MEX: Platina - NZL: Ouro - RU: Platina - SUE: Platina                                      | Reflection                                               |
| 2015 | "I'm in Love with a Monster"                     | —   | —  | —  | —  | 23 | —  | —  | —   | —  | —   | — | Hotel Transylvania 2: Original Motion Picture Soundtrack |
| 2016 | "Work from Home" (com part. de Ty Dolla $ign)    | 4   | 3  | 4  | 3  | 4  | 16 | 1  | 5   | 8  | 2   | - ALE: Platina - AUS: 6× Platina - AUT: Ouro - BEL: 2× Platina - CAN: 5× Platina - DIN: Platina - EUA: 5× Platina - FRA: Diamante - ITA: 3× Platina - NZL: 2× Platina - RU: 2× Platina - SUE: 4× Platina | 7/27                                                     |
| 2016 | "All in My Head (Flex)" (com part. de Fetty Wap) | 24  | 19 | 21 | 27 | 13 | 98 | 8  | 90  | 4  | 25  | - AUS: Platina - CAN: Platina - EUA: Platina - ITA: Ouro - NZL: Ouro - RU: Prata | 7/27                                                     |
| 2016 | "That's My Girl"                                 | 73  | 54 | 54 | 46 | 8  | 68 | 5  | —   | —  | 26  | - CAN: Ouro - EUA: Ouro - POL: Ouro - RU: Ouro | 7/27                                                     |
| 2017 | "Down" (com part. de Gucci Mane)                 | 42  | 66 | 46 | 46 | 22 | —  | 3  | 100 | 85 | 47  | - CAN: Ouro - EUA: Ouro - RU: Prata | Fifth Harmony                                            |
| 2017 | "He Like That"                                   | 101 | —  | 75 | —  | —  | —  | 3  | —   | 10 | —   | — | Fifth Harmony                                            |
| 2017 | "Por Favor" (com Pitbull)                        | —   | —  | —  | —  | —  | —  | —  | —   | —  | —   | — | Fifth Harmony                                            |
| "—" Denota um lançamento que não foi lançado no território ou não conseguiu entrar na tabela musical do país. |                                                  |     |    |    |    |    |    |    |     |    |     | |                                                          |

### Como artistas convidadas
| Ano  | Single                                                     | Melhores posições | Melhores posições | Melhores posições | Melhores posições | Melhores posições | Melhores posições | Melhores posições | Melhores posições | Certificações                                | Álbum                 |
| Ano  | Single                                                     | EUA Latin         | EUA Airplay       | EUA Pop           | EUA Trop          | ARG               | COL               | MEX               | ESP               | Certificações                                | Álbum                 |
| ---- | ---------------------------------------------------------- | ----------------- | ----------------- | ----------------- | ----------------- | ----------------- | ----------------- | ----------------- | ----------------- | -------------------------------------------- | --------------------- |
| 2016 | "Sin Contrato" (Remix) (Maluma com part. de Fifth Harmony) | 7                 | 1                 | 2                 | 8                 | 17                | 3                 | 6                 | 52                | - MEX: 3× Platina - ESP: Platina - ITA: Ouro | Pretty Boy, Dirty Boy |

### Singlespromocionais
| Ano | Single                  | Melhores posições | Melhores posições | Melhores posições | Melhores posições | Melhores posições | Melhores posições | Álbum           |
| Ano | Single                  | EUA Bub.          | EUA Digital       | EUA Heat          | ESC               | POR               | RU                | Álbum           |
| --- | ----------------------- | ----------------- | ----------------- | ----------------- | ----------------- | ----------------- | ----------------- | --------------- |
| 2013 | "Me & My Girls"         | 4                 | 53                | 17                | —                 | —                 | —                 | Better Together |
| 2016 | "The Life"              | 1                 | 40                | —                 | 44                | 80                | 97                | 7/27            |
| 2016 | "Write on Me"           | —                 | —                 | —                 | 79                | —                 | 173               | 7/27            |
| 2017 | "Angel"                 | 12                | —                 | —                 | 88                | 94                | —                 | Fifth Harmony   |
| 2017 | "Deliver"               | —                 | —                 | —                 | —                 | —                 | —                 | Fifth Harmony   |
| 2018 | "Don't Say You Love Me" | —                 | —                 | —                 | —                 | —                 | —                 | Fifth Harmony   |
| "—" denota um lançamento que não foi lançado no território ou não conseguiu entrar na tabela musical do país. |                         |                   |                   |                   |                   |                   |                   |                 |

## Outras aparições
| Ano  | Canção                            | Outros artistas | Álbum                                       |
| ---- | --------------------------------- | --------------- | ------------------------------------------- |
| 2013 | "Mirrors" (Cover)                 | Boyce Avenue    | Cover Collaborations, Volume 2              |
| 2013 | "When I Was Your Man" (Cover)     | Boyce Avenue    | Cover Collaborations, Volume 2              |
| 2014 | "Anything Is Possible"[A]         | —               | —                                           |
| 2014 | "Tippy Toes"                      | Robin Thicke    | Paula                                       |
| 2014 | "The Opposite of Me"              | Robin Thicke    | Paula                                       |
| 2014 | "All I Want for Christmas Is You" | —               | I'll Be Home for Christmas[B]               |
| 2014 | "Noche de Paz"                    | —               | I'll Be Home for Christmas[B]               |
| 2015 | "Vienes o Voy"                    | Juan Gabriel    | Los Dúo                                     |
| 2016 | "Santa Claus Is Coming to Town"   | DNCE            | —                                           |
| 2017 | "Can You See"                     | —               | The Star Original Motion Picture Soundtrack |

Notas
- A^ Canção promocional para a parceria da girl group com a Mattel, divulgando nova linha de bonecas da marca.[93]
- B^ EP natalino lançado pela Epic Records em novembro de 2014, constituído por covers de clássicos cantados por diversos artistas diferentes.[94]

## Vídeos musicais
| Ano  | Canção                                  | Direção          |
| ---- | --------------------------------------- | ---------------- |
| 2013 | "Miss Movin' On"                        | Hannah Lux Davis |
| 2013 | "Me & My Girls"                         | Hannah Lux Davis |
| 2014 | "BO$$"                                  | Fatima Robinson  |
| 2014 | "Sledgehammer"                          | Fatima Robinson  |
| 2014 | "All I Want for Christmas Is You"       | Nigel Dick       |
| 2015 | "Worth It" (com Kid Ink)                | Cameron Duddy    |
| 2015 | "I'm in Love with a Monster"            | Matt Stawski     |
| 2016 | "Work from Home" (com Ty Dolla $ign)    | Director X       |
| 2016 | "Write on Me"                           | Sam Lecca        |
| 2016 | "All in My Head (Flex)" (com Fetty Wap) | Director X       |
| 2016 | "That's My Girl"                        | Hannah Lux Davis |
| 2017 | "Down" (com Gucci Mane)                 | James Larese     |
| 2017 | "Angel"                                 | David Camarena   |
| 2017 | "He Like That"                          | James Larese     |
| 2017 | "Deliver"                               | David Camarena   |
| 2017 | "Por Favor" (com Pitbull)               | Pitbull          |
| 2018 | "Don't Say You Love Me"                 | P. R. Brown      |